# Punto de ignición
Se denomina punto de ignición, punto de inflamación o punto de incendio de una materia combustible al conjunto de condiciones físicas (presión, temperatura, étc.) necesarias para que la sustancia empiece a arder al acercar una fuente de calor (fuente de ignición) y la llama se mantenga una vez retirada la fuente de calor externa.

## Proceso de ignición
Cuando una sustancia combustible se calienta mediante una fuente de calor externa, comienza a oxidarse; la reacción de oxidación es exotérmica, luego añade calor al de la fuente externa; conforme aumenta la temperatura se oxida más rápidamente, hasta que en cierto punto, el calor desprendido por la oxidación es suficiente para mantener la ignición sin ayuda de la fuente exterior. Las condiciones alcanzadas en ese momento, determinan el punto de ignición. 
Cuando la sustancia se oxida espontáneamente sin necesidad de una fuente exterior de calor (lo que para ciertas sustancias puede ocurrir en ciertas condiciones), y alcanza la temperatura de ignición, empezará a arder. Este fenómeno se llama autoignición.
Los parámetros que determinan el punto son la temperatura, la presión, la composición de la atmósfera en que se produce la ignición y a veces la presencia de otra sustancia que actúe como catalizador.

## Temperatura de ignición
Si las condiciones del entorno son las normales (atmósfera de composición normal, presión atmosférica normal —1013 hPa—) se denomina temperatura de ignición de una materia combustible a la temperatura mínima necesaria para que la materia empiece a arder y la llama se mantenga sin necesidad de añadir calor exterior. Una condición fundamental, es que la fuente de calor externa tenga una temperatura más alta que la de ignición de la sustancia.
El concepto de punto de ignición es más amplio, pero en la práctica normal se emplea más la temperatura de ignición.

## Algunas temperaturas de auto-ignición
| Combustible                             | Temperatura (°C) |
| --------------------------------------- | ---------------- |
| Gas natural de alto contenido en metano | 482 - 692        |
| Butano (comercial)                      | 405              |
| Etanol                                  | 360              |
| Gasolina                                | 456              |
| Hidrógeno                               | 500              |
| Papel                                   | 232              |
| Madera blanda                           | 310 - 350        |
| Madera dura                             | 313 - 393        |
| Propano (comercial)                     | 493 - 603        |

## Punto de destello
El punto de destello (en inglés flash point) sería aquel en que los gases producidos por el combustible empiezan a arder, pero si se retira la fuente de calor de ignición, se apagan de nuevo. La temperatura en ese punto suele ser unos 10 °C más baja que la de ignición.

## Combustión súbita generalizada
Existe la posibilidad de que se produzca una combustión súbita generalizada (en inglés, flash over point o flashover) cuando, en una situación de incendio, los gases desprendidos por el combustible y que ocupan el ambiente alrededor del fuego, se calientan hasta un punto en el que se produce su ignición brusca.